# Kanpur Central
Kanpur Central – główna stacja kolejowa w Kanpurze, w stanie Uttar Pradesh, w Indiach. Jest jedną z najruchliwszych stacji w kraju. Dworzec Centralny w Kanpurze znajduje się na głównej linii szerokotorowej Howrah - Delhi. Zatrzymuje się tu 9 par pociągów Rajdhani Express, 2 pary Shatabdi Express, a także 4 pary Duronto Express. Pierwszą linię kolejową w północnych Indiach otwarto między Allahabadem i Kanpurem 3 marca 1859. Stacja obsługuje około 300 pociągów dziennie 300 pociągów dziennie.
Obecny dworzec został zbudowany w 1928 roku, choć okazała budowla została ukończona w 1930 roku.